# Шамонова, Анастасия Владимировна
Анастасия Владимировна Шамонова (род. 28 апреля 2000, Елизаветинская, Краснодарский край, Россия) — российский боксёр. Выступает за сборную России по боксу, мастер спорта России международного класса (2018), чемпионка мира 2025 года, бронзовый призёр чемпионата Европы (2019), чемпионка Боливарианских АЛБА игр (2023), пятикратная чемпионка России (2019, 2021, 2022, 2023, 2024), серебряный призёр чемпионата России (2020), чемпионка Всероссийской Спартакиады (2022), чемпионка юношеских Олимпийских игр (2018), многократная победительница и призёр международных и национальных первенств в любителях.

## Биография
Анастасия Шамонова родилась 28 апреля 2000 года в станице Елизаветинская, Краснодарского края.
Является студентом Кубанского государственного университета физической культуры, спорта и туризма.

## Любительская карьера
В 10 лет её отец отвёл в Марьянскую спортшколу № 3, к тренеру Алексею Петровичу Сахно. На первом турнире Анастасия выступала в 11 лет, но потерпела неудачу.
Уже через год спортсменка стала чемпионкой Краснодарского края в своей возрастной категории. В 2013 году Анастасия победила на первенстве Южного федерального округа.
Спортсменка четыре раза побеждала на чемпионатах России среди сверстников.Четыре раза становилась лучшей в Европе. Является трехкратным чемпионом мира. Получила звание мастера спорта международного класса.
В феврале 2018 года стала чемпионкой России на молодежном чемпионате России среди девушек, в финале победив Диану Пятак.
И в октябре 2018 года на Юношеских Олимпийских играх Шамонова завоевала золотую медаль в весовой категории до 75 кг. В финале одержала победу со счетом 3:2 над француженкой Талья Брийо.
В конце августа 2019 года на чемпионате Европы среди женщин, который состоялся в Алькобендасе, российская спортсменка завершила полуфинальным поединком, уступила ирландской спортсменке Ифе О’Рурк по раздельному решению судей, и в результате она завоевала первую взрослую медаль на чемпионате Европы.
В декабре 2021 года стала чемпионкой России среди женщин в весе до 75 кг, в финале победив Елену Гапешину.

### 2023 год
В марте 2023 года участвовала на чемпионате мира среди женщин в Нью-Дели (Индия), в весовой категории до 75 кг, где она в 1/8 финале по очкам (0:5) проиграла опытной панамке Атейне Байлон.
А в апреле 2023 года стала победителем в весе до 75 кг V-х Боливарианских АЛБА игр в Каракасе (Венесуэла), где она в финале победила венесуэлку Иризу Мариелису.
В августе 2023 года, в Екатеринбурге стала победителем в весе до 75 кг на Международном фестивале университетского спорта, где она в финале победила венесуэлку Мариэлис Иризу Бургильос.
В ноябре 2023 года, в Уфе стала чемпионом России в весе до 75 кг, в финале по очкам 5:0 победив Елену Гапешину. В 2024 году повторила успех на чемпионате России, став пятикратной чемпионкой страны. 

### 2025 год
Решением тренерского штаба в марте 2025 года была включена в состав сборной России для участия в чемпионате мира, который состоялся в Сербии с 8 по 17 марта. В финале весовой категории до 75 кг она одолела ирландку Ифе Мари О’Рурк и стала чемпионкой мира.